# Shortparis
Shortparis («Шо̀ртпари́с») — российский музыкальный коллектив, состоящий из современных художников из Санкт-Петербурга, стилистически определяют себя как пост-поп, поп-нуар, авант-поп, позиционируют себя оппозицией современной музыкальной сцене. Группа основана в 2012 году.
Живые выступления группы тяготеют к перформативным практикам современного искусства. Ставя под сомнение систему клубных концертов, Shortparis активно выступает на неподготовленных площадках.
Группа открывала петербургские концерты английских коллективов The Kooks, Lebanon Hanover, Inca Babies, alt-J и берлинцев Easter.
Участники международных музыкальных фестивалей: Tallinn Music Week (2017), SKIF (2013, 2015), STEREOLETO 2016 и Mercedez-Benz Fashion Week Russia (2016).
Победители премии «Золотая Горгулья» (2016) в номинации «Экспериментальный проект». Лауреаты премии Сергея Курёхина (2018) в номинации «Электро-Механика». Лауреаты премии журнала «Собака.ru» «ТОП 50. Самые знаменитые люди Петербурга» (2019) в номинации «Музыка». Клип «Страшно» занял третье место в номинации Best Director премии Berlin Music Video Awards (2019).
По мнению руководителя журнала «The Quietus» Джона Дорана, Shortparis является своеобразным продолжением провокативных стратегий Сергея Курёхина; Доран характеризует группу как «амбициозную, напыщенную, невероятно претенциозную, эротичную, волнующую, не поддающуюся классификации, смутно девиантную, приятную для танца и полную революционного потенциала».

## История

### Предыстория
Творческое становление основателей группы — Николая Комягина, Александра Ионина, Павла Лесникова — происходило в нулевые годы, в родном городе Новокузнецке. Н. Комягин пел в фолк-рок-группе «Пол-Седьмого Ноября», затем в «Плохой Идее», а затем в альтернативной джаз-фьюжн-группе Sound Wave, в которую также входили А. Ионин (бас-гитара), Николай Мартынов (гитара) и Максим Бордзеловский (ударные). Предшественником Shortparis была инди-рок-группа Fools On Time Square из Новокузнецка, существовавшая до конца 2010 года, участниками которой, помимо Н. Комягина (вокал) и А. Ионина (бас-гитара), были П. Лесников (ударные) и Максим Захаров (гитара) (до середины 2009 года гитаристом был Алексей Серов). Известно также, что Н. Комягин, А. Ионин, П. Лесников и М. Захаров занимались в джаз-клубе «Геликон». В 2010 году Н. Комягин, А. Ионин и П. Лесников совместно переехали в Санкт-Петербург. Годы спустя Н. Комягин так вспоминал об этом времени:
|  | Сначала мы играли что-то ученическое, когда ты еще барахтаешься в жанре и не совсем понимаешь, что ты делаешь. Там были моменты альтернативы, модные тогда, чего-то еще. Мы вплетали неожиданно в эту музыку, в рок-музыку, джазовые элементы. Неуклюже это делали, убого, непрофессионально. Этого никто не понимал. Между нами и местной сценой было полное недопонимание. Нас это не смущало, мы уверенно ездили на репетиции на дачу к нашему гитаристу. Потом это оформилось во что-то более серьезное, появились концерты, мы объездили Сибирь. Потеряв несколько музыкантов мы рискнули радикально изменить свою жизнь и переехать на 4000 км в Петербург. Тут же признали свой предыдущий проект несостоятельным, заперлись в съемной квартире на год и стали формулировать новый музыкальный язык.Николай Комягин, 2018 год |

### Основание и дальнейшее формирование состава,«Amsterdam»,«Дочери»(2012—2014)
Формулировка «нового музыкального языка» завершилась в 2012 году. Название новой группы было вдохновлено фильмом Клуб «Shortbus». По изначальной задумке основоположников коллектива, неологизм Shortparis (букв. с англ. «Короткий Париж», авторский перевод — «Обрубленный» или «Обрезанный Париж») произносится как «шортпарис» и обозначает невозможность выразить без искажений свой внутренний мир и эмоции посредством музыки.
Осенью 2012 года в состав группы влился Данила Холодков, уже тогда являвшийся заметной фигурой в петербургском музыкальном андеграунде. Количество групп, в которых он принимал деятельное участие, приближается к тридцати. Одна из этих групп — Slow Suicide — однажды выступала на одном фестивале с Электрофорезом и Shortparis. Тогда Даниле показалось, что у Shortparis свежий взгляд на музыку: «В то время все играли немножечко грязно, сыро, лоу-файно — а они были электронными, выглядели странно, такие weird». И он подошел познакомиться. Согласно первому интервью и по словам Николая, познакомиться подошёл не Данила, а он:
|  | Мы были на концерте друг друга, я увидел его из зала и к нему подошёл. Я, кстати, сам подходил к другим людям раза три: к врачу, к воспитателю в детском саду, и к Даниле Холодкову. Он был настолько обаятелен на сцене, так хорошо играл, что я понял, что могу и хочу под это петь, и мне есть что под это петь. Я подошёл к нему, взглянул в его голубые глаза, он посмотрел на меня, у нас была секундная пауза, и мы сомкнули губы в поцелуе и до сих пор мы ласкаем друг друга совместным творчеством. Я подошёл к Даниле и сказал: «Давай поиграем, давай чего-нибудь поделаем». Он так повернулся ко мне: «Ну…давай…Можно попробовать, если ты хочешь, конечно, я правда не знаю». Я сразу подумал, что это такой мудак, которого я в жизни ещё не знал. Я подумал, если он через секунду не извинится и не будет вежливым, я развернусь, уйду и пошлю его на ..уй. Он не извинился, но я почему-то не ушёл.Николай Комягин о знакомстве с Данилой Холодковым |

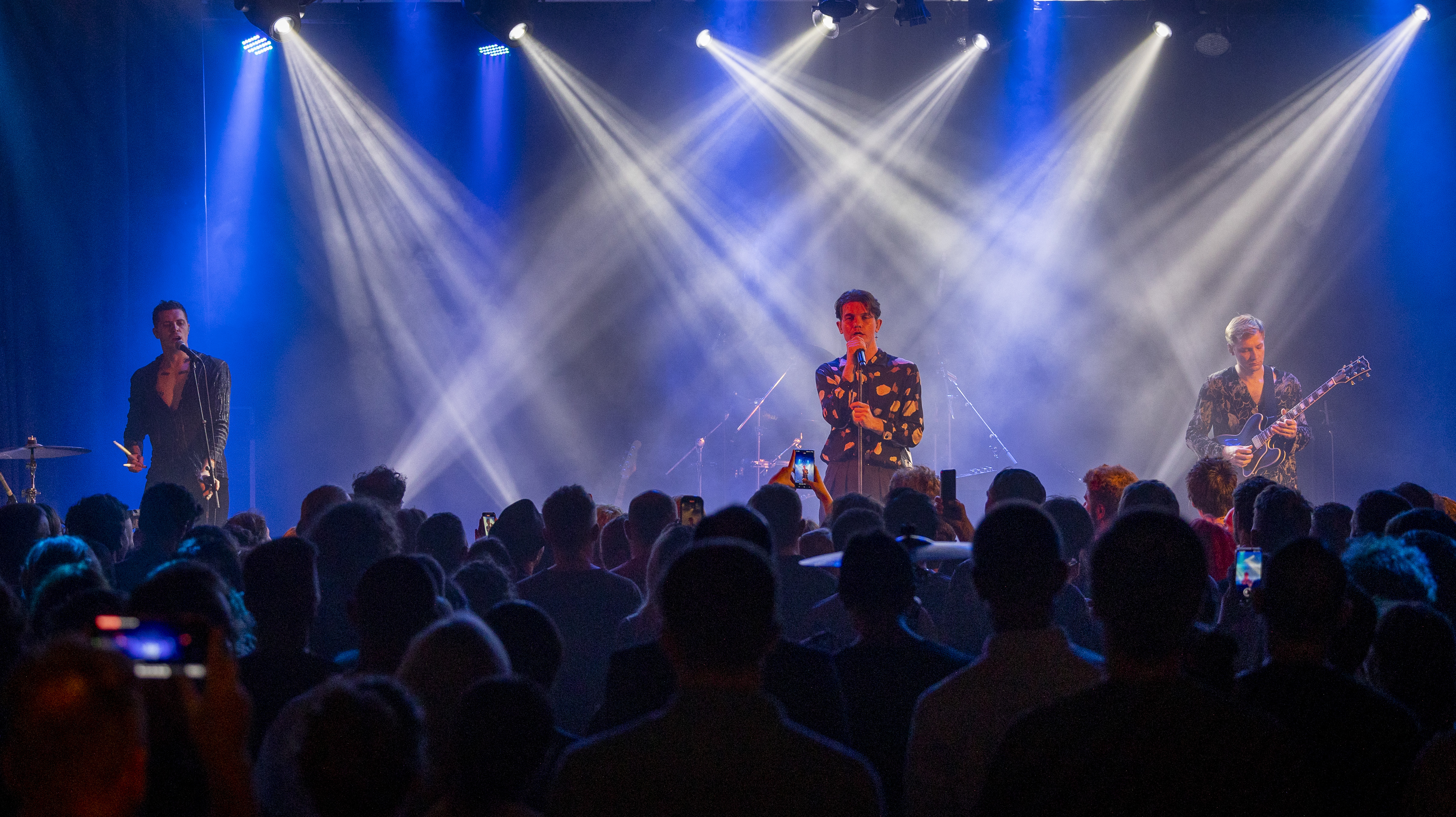
Shortparis. Выступление в Израиле. 2024

Интересно, что незадолго до включения в состав группы, Данила брал у неё интервью в рамках шоу BalconyTV St. Petersburg.
В первый год своего существования коллектив регулярно выступал в барах и клубах Санкт-Петербурга. В целом в этот период Shortparis определяли свой жанр как «аудиотеатр» и структурно подражали древнегреческой трагедии на живых выступлениях. Также они входили в творческое объединение «Собор», вместе с Электрофорезом, Slow Suicide и Лемондэй.
В декабре 2012 года группа выпустила первый сингл «Amsterdam» и клип на него. Сингл распространялся бесплатно по прямой ссылке на файловый хостинг, размещенной в их официальной группе ВКонтакте, а также через Bandcamp и SoundCloud.
7 апреля 2013 года у группы вышел дебютный независимый альбом «Дочери», концептуально названный «аудиодиптихом», с текстами песен на французском и английском языках. Он был доступен на Bandcamp и SoundCloud, и его также можно было свободно скачать из облачного хранилища. Кроме того, группа самостоятельно занималась изготовлением и распространением компакт-дисков, по принципу DIY. В пресс-релизе для Афиши Николай Комягин отметил, что «аудиодиптих „Дочери“ — это альбом, расколотый на две части, пропитанный двумя культурами: французским шансоном и русским романсом. Сторона А — это диалог с Жаком Брелем, Милен Фармер и так далее. Сторона B — это болезненный Прокофьев, дерганый и более диссонирующий, как в интервалах, так и с остальной русской сценой». В одной из рецензий сторона A была названа «электронносинтетической», в противовес «непричесанному и грубому звучанию живых акустических инструментов» стороны B, другой рецензент признавал, что ему «вторая часть альбома показалась удачнее первой».
18 мая 2013 года Shortparis приняли участие в международном фестивале им. С. Курехина — SKIF XVII. 8 июня на концерте под названием «Мухоловка» в петербургском клубе Fish Fabrique Nouvelle они сварили стальную решётку на сцене, отделив таким образом себя от зрителей. 14 июля вышли би-сайды к альбому «Дочери». Свой первый концерт в Москве Shortparis дали 25 июля, в первом отделении выступления The Retuses в клубе 16 тонн. 24 октября состоялась премьера клипа Your Queen.
22 февраля 2014 года группа вновь выступила в клубе Fish Fabrique Nouvelle. В аннотации к концерту, названному «Днём Кормления», Shortparis и приглашенная группа Naked But Safe были именованы «кормом № 1» и «кормом № 2». Во время концерта около сцены были выложены овощи и хлеб, а на экране было показано видео, на котором участники группы ели с рук. В завершение концерта музыкантами было иронично заявлено, что они делают музыку «ради денег и только ради денег».
7 марта Shortparis сыграли на разогреве у Lebanon Hanover. 4 апреля в Monaclub произошел первый большой концерт группы в Москве, открывала его группа Asian Women On The Telephone. 28 августа Shortparis, в свою очередь, открыли петербургский концерт группы Sexores. 26 сентября в Санкт-Петербурге, и 27 сентября в Москве они выступили на двухдневном фестивале Deathcave 2014, хедлайнером которого были Inca Babies.
7 ноября 2014 года в баре VinyllaSky Shortparis отыграли концерт в новом, «экспериментальном составе»: к коллективу присоединился Александр Гальянов, к тому времени уже имевший опыт совместного творчества с Данилой Холодковым в составе групп Pozor Machine, CMYK и Achilles.

### «Новокузнецк»,Ma Russie,«Туту»,«Пасха»(2015—2017)
26 февраля 2015 года вышел макси-сингл «Новокузнецк», заглавный трек которого стал первой песней Shortparis на русском языке.
23 мая Shortparis устроили перформанс «Акция 24». Местом действия стал магазин «Продукты 24» на Лиговском проспекте в Санкт-Петербурге. Пригласительный билет можно было получить, совершив покупку на любую сумму в одном из лотков на Мальцевском рынке (фото продавца было прикреплено к посту в официальной группе ВКонтакте). В своём манифесте коллектив так объяснил идею перформанса:
|  | Мы хотели превратить наш концерт в один большой «пир потребления», смешать группу с обыденными товарами на прилавке. Так как мы, выступая на большой сцене, ощутили, что нам навязывают отношения со зрителями. Расположение и роль группы на сцене показались нам схожими с положением товара на прилавке рынка или в витрине магазина. Все это создавало ощущения неискренности и неестественности. Такие чувства возникли у нас еще перед концертом: его пиар в соцсетях, афиши с ценником: все это напоминало рыночное завлечение покупателей свежевыпеченной группы.Из манифеста Shortparis |

Музыканты отмечали, что в какой-то момент «акцент перформанса сместился с выступающей группы на зрителей», которые «не могли сфокусироваться на происходящем», «постоянно отвлекались на выбор товара, на подсчет сдачи». Манифест содержал также критику групп «андеграундной среды», которые «ввязываются в маркетинговую гонку»: продают мерч и «другой сопутствующий, не имеющий отношения к музыке товар», делают афиши, «подозрительно похожие на плакаты, висящие у БКЗ»; и упрекал зрителей, которые «не отвергают эту схему и принимают все как должное».
3 июля на киностудии «Леннаучфильм» состоялся перформанс группы под лаконичным названием " / ". За несколько дней до этого в их официальной группе ВКонтакте был размещён пост следующего содержания: «Информация о времени и месте проведения мероприятия доступна по адресу: ул. Марата 39 (внутренний двор). Код решетки — 1102#. Иного способа распространения нет». Между музыкантами и пришедшими на концерт был размещён экран, на который в режиме реального времени проецировалось изображение. На протяжении всего выступления группа и её слушатели видели: сначала своё отражение, затем изображение друг друга; а в завершение перформанса экран был поднят.
12 сентября Shortparis приняли участие в международном шоукейс-фестивале Moscow Music Week 2015. 19 сентября выступили в заброшенной котельной, принадлежащей музею уличного искусства. На этот раз адрес предстоящего концерта был указан группой во ВКонтакте.
В октябре прошел «перформанс длительностью в 15 дней» — концертный тур Ma Russie по городам Украины с завершающим концертом в Санкт-Петербурге. Анонс тура содержал фотографию загранпаспорта гражданина РФ с семью вписанными туда украинскими городами и трек Ma Russie, который не является синглом, а «обретает значение лишь в контексте действия, которое завершится в Санкт-Петербурге 30 октября». Выбор французского языка для написания песни о России Николай Комягин объяснял своим стремлением уйти от политической позиции в песне о родине. Петербургский концерт тура Комягин представлял как возможность для украинской публики совершить «ответный жест» и также пересечь границу, «проигнорировав сложный и неоднозначный политический контекст».
|  | Вписав в загранпаспорт России список украинских городов, мы сделали максимально непонятный знак, отказываясь вкладывать в него что-либо. Его интерпретации бесконечны. Мы совместили знаки полярных ныне систем, чтобы выявить их воздействие на восприятие людей и тем самым, возможно, деконструировать действие пропаганд. Можно увидеть в перформансе призыв к прекращению войны и братскому объединению народов (и это прекрасно), можно простые путевые заметки в паспорте, а кто-то видит в этом агрессию по отношению к Украине или наоборот унижение российского достоинства, тем что в качестве прописки вписаны иностранные города. Но перформанс, доводя себя до абсурда (изначально мы даже хотели поставить на обложку Турецкий или Итальянский флаг) обнуляет себя, он попросту бессмыслен! Он изначально сконструирован так, чтобы обойти любую политическую позицию, и тем самым перформанс тематизирует актуальную проблему.Из интервью Николая Комягина изданию «Сторона», 14.10.2015 |

7 ноября Shortparis выступили в первом отделении концерта The Kooks в санкт-петербургском клубе А2. 5 декабря во второй раз выступили на международном фестивале памяти Сергея Курёхина — SKIF XIX.
7 января 2016 года рождественский петербургский концерт Shortparis в клубе Mod был открыт христианской песней на украинском языке «Ти знаєш, Боже, моє бажання», которую исполнила женщина, просящая милостыню на улицах Санкт-Петербурга. 24 марта произошел концерт Shortparis в петербургском стрип-баре «XxxX». В апреле состоялся первый концертный тур группы по России, охвативший в основном Приволжье, а также Москву и Екатеринбург. 12 июня сыграли на одной сцене с Ли Ранальдо в рамках фестиваля Electric Trim Fest. 17 июня открыли концерт группы Easter в клубе 16 тонн, а 18 июня приняли участие в фестивале «Ионосфера», на котором Easter были хедлайнерами. В сентябре вместе с группой H.Soror проехали турне по городам Восточной Европы, Германии и Нидерландов. 14 октября на Российской неделе моды прошёл показ бренда Saint-Tokyo в сопровождении выступления Shortparis. 2 ноября коллектив получил награду в номинации «Экспериментальный проект» XVII церемонии премии «Золотая Горгулья».
21 февраля 2017 года состоялась премьера макси-сингла «Туту», включающего, кроме трека «Туту», кавер на песню «Дома не сиди» группы «Руки Вверх!». 2 марта на песню «Туту» был выпущен видеоклип. 9 марта в петербургском клубе «Космонавт» прошла презентация нового альбома, в первом отделении которой прозвучал хор. 15 марта состоялся релиз второго независимого альбома «Пасха», который был дистрибутирован на цифровые площадки через TuneCore. 31 марта при поддержке группы Whispering Sons презентовали новый альбом в Риге. 1 апреля приняли участие в фестивале Tallinn Music Week. В конце мая — начале июня дали концерты в Минске, Москве и ряде украинских городов. Во Львове состоялся второй концерт группы в стрип-баре, признанный Комягиным намного более успешным аналогичного петербургского выступления.
10 июня Shortparis стали хедлайнерами фестиваля Berthold Music Fest, посвященного открытию «Бертгольд-центра». За день до концерта Николай Комягин пришел посмотреть площадку и заметил презрительные взгляды собравшейся там «творческой интеллигенции» на рабочих из Средней Азии. Это стало причиной того, что в начале своего выступления они воспроизвели текст на русском языке в Google Переводчике, со словами «уходите, мы не будем играть для вас, креативный класс» и «хмурые мужи с братских южных степей, мы играем для вас». Также, Комягин прочитал обращение на киргизском языке. По словам Комягина, совершив этот «творческий и культурный акт», они «обозначили другую аудиторию», «получили индульгенцию и взяли деньги со спокойной совестью».
2 июля в главном штабе Эрмитажа, совместно с GhostNoir и Стасом Багсом, Shortparis провели перформативную лекцию на тему «Актуальность неоэкспрессионизма». 22 июля выступили на фестивале TOLM '17, прошедшем в Эстонском музее современного искусства. 26 августа стали секретными хедлайнерами фестиваля «Последний Психоделический Рейв». 31 августа группа стала специальным гостем на сольном концерте alt-J в Санкт-Петербурге, в клубе А2. Сентябрь Shortparis провели в европейском турне по городам Восточной Европы, Прибалтики, Германии и Нидерландов. 15 декабря Shortparis выступили в легендарном берлинском клубе Berghain.

### «Страшно»,«Так закалялась сталь»(2018—2020)
В январе 2018 года совершили мини-тур по России, выехав в Воронеж, Тулу и Курск.
1 февраля сыграли на словенском шоукейс-фестивале MENT Ljubljana:
|  | Последними в тот вечер выступала петербургская команда Shortparis, и эти ребята, несомненно, – настоящее явление. Едва появившись на сцене и даже не начав играть, музыканты погружают всех в напряженную и мощную атмосферу, где, кажется, дух самого Иэна Кёртиса судорожно двигается в такт вокалисту в брюках а-ля Боуи, с точеными скулами и тяжелым мрачным взглядом, устремленным к зрителям; музыка с топотом вырывается в пространство поразительной смесью бельгийского нью-бита, обломков техно, звуков аккордеона, причудливой электроники, русских народных мелодий переплетающихся с пост-индустриальным фальцетом; для них характерна изобретательность и фрагментарность Einstürzende Neubauten и методичная и одновременно агрессивно-резкая барабанная партия, где ударник практически имитирует стиль Shellac. Вот оно, настоящее предсмертное диско – мрачный и пугающий пост-индастриал звук, под который можно и станцевать. Это впечатляющая комбинация, в которой деконструированный пост-панк гармонично уживается с электроникой и драматическим вокалом. Ритм и мощная энергия наполняют их музыку, и едва услышав великолепный фальцет вокалиста, ты погружаешься в психоделическую импровизацию, напоминающую то ли Билли Маккензи из The Associates, то ли самих Sparks, которая, тем не менее, остается абсолютно самобытной – если быть честным, звучание Shortparis бессмысленно классифицировать, они просто ни на кого не похожи. Их музыка -- революционна и стихийна, но в ней, в то же время, ощущается угрюмая, меланхолическая опасность; будучи по своей сути пост-дарквейв группой, Shortparis обладает достаточной харизмой, чтобы собрать стадион подобно Depeche Mode. Их звучание как нельзя актуально для музыки XXI века, ведь им удается делать электронный звук человечным, живым, напористым и сексуальным, а дикие эротичные пляски вокалиста одновременно пугают и зачаровывают зрителей.Джон Робб. Louder Than War. 2 февраля 2018 |

1 марта на радиостанции BBC Radio 6 Music состоялась премьера сингла «Стыд». Представляя трек в эфире, Николай Комягин сообщил, что слово «Стыд» могло стать названием всего альбома. "Сам трек — этапный для Shortparis. Он является результатом того внимания, что группа уделяет массовой культуре. Изначально контр-культурный коллектив сейчас пристально всматривается в каноны поп-музыки, пробуя их на вкус, анализируя и пытаясь применить к своему творчеству, — говорил он в аннотации к синглу.
В марте состоялся ещё один мини-тур группы по России, который включил в себя Нижний Новгород, Казань и Владимир, где концерт прошел на пустующем складе бывшего владимирского завода прецизионного оборудования «Техника». 21 марта состоялась премьера клипа «Стыд». Он был представлен группой как «имитация поп-клипа», столкновение и анализ визуальных кодов независимой и поп-культурной музыкальных сцен.
Апрель 2018 года Shortparis провели в шоуйкейс-туре фестиваля «Боль», вместе с группами «Электрофорез», «ГШ», «Спасибо» и «Казускома». 13 мая в московском концертном зале «Aglomerat» и 18 мая в петербургском «Aurora Concert Hall» произошла презентация нового альбома. Также в мая состоялся концертный тур по Украине. Во Львове музыканты выступили в спортивном зале Национального лесотехнического университета. 10 июня впервые появились на фестивале «Боль».
Лето 2018 года ознаменовалось большим турне по Европе. 7 июня в российский прокат вышел фильм Кирилла Серебренникова «Лето», в котором Shorparis исполнили песню Дэвида Боуи All the Young Dudes. Также, 24 июня, сразу после официального закрытия Дягилевского фестиваля, на территории Завода Шпагина прошла Diaghilev Festival Party с участием Shortparis. 26 июня сыграли на FIFA Fan Fest в Санкт-Петербурге.
21 сентября группа стала участником эстонского фестиваля Station Narva, прошедшего на Кренгольмской мануфактуре. В октябре — ноябре они сыграли в Туле, Минске, на Житнем рынке в Киеве, в Будапеште и в Братиславе, а 8 декабря на международном фестивале Europavox Bologna 2018.
12 декабря вышел новый сингл «Страшно». Клип на него, выпущенный 19 декабря, принёс группе широкую известность. Shortparis громко заявили о проблеме скулшутинга, актуального для современной России.
В январе — феврале 2019 года состоялся тур по Северной Европе, Германии и Польше. В марте Shortparis отправились в тур по Уралу и Сибири, главной целью которого было выступление в Новокузнецке. 21 февраля с песней «Страшно» появились на Первом канале в программе Вечерний Ургант. Также в феврале 2019 года неделю были в эфире телеканала MTV Россия в передаче Netlenka. В апреле — мае снова совершили европейское мини-турне.

### «Яблонный сад»(2021)
25 июня 2021 года Shortparis выпустили четвёртый студийный альбом под названием «Яблонный сад».
«Использование устаревшей формы прилагательного Яблоневый не случайно. В альбоме тесно переплелись между собой прошлое и настоящее, поэзия и форма, политика и лирика, диссонансы с благозвучием привычных трезвучий, а нерв и экспрессия обрамлены замедленным темпом и почти сентиментальными текстами», — говорится в пресс-релизе к пластинке.
В альбом вошли 11 песен: ранее вышедшие в 2020 и 2021 году синглы «КоКоКо/ Структуры не выходят на улицу», «Говорит Москва», «Эта ночь непоправима» из трибьюта Осипу Мандельштаму и новые песни, два варианта трека «Золото», «Скука» и другие.
Альбом отличился яркими текстами и метафоричными политическими и социальными заявлениями. В творчестве Николая Комягина начинают всё ярче проглядываться левые взгляды. Так, в песне «Двадцать» поётся о «сестре» и «бате» с Урала, которые получают маленькую зарплату. Позднее, в интервью Николаю Солодникову, певец подтвердил, что это действительное положение его родственников, живущих в Новокузнецке.
Позднее группа выпустила клипы на многие песни из альбома.
В конце года группа провела большие концерты, посвященные новому альбому, в Москве и Санкт-Петербурге.

### «Зов озера», «НОВОЕ НОВОЕ», «Полковник никому не пишет»(2022)
В 2022 году группа часто появляется в информационном поле. Shortparis участвует в спектакле «Берегите ваши лица», для которого записывает мини-альбом «Зов озера» на слегка изменённые стихотворения поэта-шестидесятника Андрея Вознесенского. Кроме этого в релиз вошла песня Владимира Высоцкого «Охота на волков».
Также группа пишет саундтрек к фильму «Капитан Волконогов бежал» с Юрой Борисовым в главной роли — свою версию старой советской песни «Полюшко-поле».
Позже упомянутый трек войдет в новый мини-альбом «НОВОЕ НОВОЕ», выпущенный 4 ноября 2022 года. Shortparis порадовали фанатов актуальными по содержанию песнями и интересным звучанием. На пластинке можно услышать песню «Наташенька», автором текста которой является известный политический деятель и писатель Эдуард Лимонов. Вышел также клип на песню «НОВОЕ НОВОЕ», ставший метафоричным высказыванием к текущим в мире событиям.
В 2022 году происходит уход Александра Гальянова из группы. По признанию участников, для них это стало печальным известием.
11 ноября выходит альбом «Поколение Брат» в год 25-летия фильма «Брат». С другими артистами на нём можно услышать и Shortparis. Музыканты выпустили переосмысление песни группы Би-2 «Полковнику никто не пишет» «Полковник никому не пишет», в котором в свойственной манере вложили более глубокий смысл в текст.

### «Шире Волги», «В первый раз», «Чувства Анны», «Гроздья гнева», «Средний»(2023—2024)
2023 год начался с EP «Шире Волги», написанного специально как саундтрек для драматического фильма Кирилла Серебренникова «Жена Чайковского» о судьбе великого русского композитора Петра Чайковского и его спутницы Антонины Милюковой. В песнях группа передала боль и горечь, которые испытывала главная героиня кинокартины от брака с известным творцом.
После выпуска одного саундтрека Shortparis продолжили тенденцию и представили фанатам новое произведение. Следующим релизом стала песня «В первый раз», использованная как заглавная в детективном сериале «Фишер», рассказывающем о серийном убийце Сергее Головкине.
Далее последовал мини-альбом «Чувства Анны», также привязанный к выходу нового одноимённого фильма. Группа выступила композиторами картины с Анной Михалковой в главной роли. Сюрреалистическая картина умело сплетается с необычной музыкой Shortparis. В альбоме и в фильме есть как песни, так и композиции без слов.
В конце года, 17 ноября, группа выпустила сингл «Гроздья гнева», ставший предвестником мини-альбома с одноимённым названием.
Альбом «Гроздья гнева», выпущенный 1 декабря 2023 года, вновь удивил поклонников. На этот раз Shortparis предстали смелыми панками, открыто критикующими общественные устои. Песни становятся ещё более острыми и злыми, подчеркивая радикальный взгляд коллектива на окружающий их мир. Как это и бывает, не обошлось и без культурных и исторических отсылок. В песнях группа упоминает крепость Бастилию, поэтессу Анну Ахматову, тюрьму Кресты, китайского лидера революции Мао Цзэдуна и не только. Само название релиза отсылает на одноимённую книгу американского писателя Джона Стейнбека, в которой показывается незавидный быт американских фермеров во времена Великой депрессии. Чувствуется, левые идеи для группы важная составляющая. Например, в песне «Бразилия» произносятся следующие строки: «Так мы правую идеологию/ Пнем решительно с левой ноги», что недвусмысленно намекает на отношение Shortparis к капитализму и правым.
В целом 2023 год стал достаточно продуктивным временем в плане выпуска музыки для группы.
26 февраля 2024 года вышло интервью Ксении Собчак с музыкантами. В нём Николай Комягин и остальные участники группы озвучили свои мысли на различные актуальные проблемы. Обычным интервью журналистка и Shortparis не ограничились и поехали в город Онегу, чтобы пообщаться с простым населением и дать бесплатный концерт. В ходе мероприятия происходил диалог коллектива с местными жителями, после которого одни выступили с критикой современного искусства и конкретно выступавших, другие же поддержали Shortparis, вдохновившись их манерой выступать, одеваться и проводить дискуссию.
В мае 2024 года на Канском фестивале была показана биографическая картина Кирилла Серебрякова «Баллада об Эдичке» о судьбе русского поэта, писателя и общественного деятеля Эдуарда Лимонова. Для этого фильма Shortparis записали саундтрек на стихотворение «Родная земля» самого Лимонова. На данный момент это уже вторая песня, созданная на основе творчества неоднозначного, как и сам коллектив, автора.
Группа приняла участие в совместном альбоме разных артистов «Ключи от дома». Shortparis исполнили песню «Средний» на стихотворение Всеволода Некрасова.
В дальнейшем группа отправилась в длительный тур по миру.

## Состав

### Текущий состав
- Николай Комягин — вокал (2012—настоящее время), клавишные (2022—настоящее время)
- Александр Ионин — бас-гитара, гитара, сигарбокс-гитара[англ.], баян (2012—настоящее время)
- Павел Лесников — барабаны, сэмплирование (2012—настоящее время)
- Данила Холодков — перкуссия, барабаны (2012—настоящее время), бэк-вокал (2018—настоящее время), бас-гитара (2023—настоящее время)

### Бывшие участинки
- Александр Гальянов — клавишные, гитара, бэк-вокал (2014—2022)

## Дискография

### Студийные альбомы
- 2013 — Дочери
- 2017 — Пасха
- 2019 — Так закалялась сталь
- 2021 — Яблонный сад

### EP/мини-альбомы
- 2013 — The Daughters (B-Sides)
- 2022 — Зов озера (из спектакля «Берегите ваши лица»)
- 2022 — НОВОЕ НОВОЕ
- 2023 — Чувства Анны (музыка к фильму «Чувства Анны»)[69]
- 2023 — Гроздья гнева[70]
- 2025 — Родная земля (OST "Limonov: The Ballad")

### Синглы
- 2012 — Amsterdam
- 2015 — Новокузнецк
- 2015 — Ma Russie
- 2017 — Туту
- 2018 — Стыд
- 2018 — Страшно
- 2020 — КоКоКо / Структуры не выходят на улицы
- 2021 — Говорит Москва
- 2023 — О, как небо черно / Шире Волги (саундтрек к кинофильму «Жена Чайковского»)[71]
- 2023 — В первый раз (Из сериала more.tv «Фишер»)
- 2023 — Гроздья гнева[72]

## Видеография

### Видеоклипы
| Год  | Название                                 | Режиссёр(ы)                                 |
| ---- | ---------------------------------------- | ------------------------------------------- |
| 2012 | «Amsterdam»                              | Shortparis                                  |
| 2013 | «Your Queen»                             | Shortparis                                  |
| 2017 | «Туту»                                   | Shortparis                                  |
| 2018 | «Стыд»                                   | Shortparis, Инга Шепелева                   |
| 2018 | «Страшно»                                | Shortparis, Олеся Яковлева                  |
| 2019 | «Так закалялась сталь»                   | Shortparis, Vlad Fishez                     |
| 2020 | «КоКоКо / Структуры не выходят на улицы» | Shortparis                                  |
| 2021 | «Эта ночь непоправима»                   | Shortparis                                  |
| 2021 | «Говорит Москва»                         | Shortparis                                  |
| 2021 | «Любовь моя будет тут.»                  | Shortparis                                  |
| 2021 | «Двадцать»                               | Shortparis                                  |
| 2022 | «Яблонный сад»                           | Shortparis, Хор ветеранов им. Ф. М. Козлова |
| 2022 | «Гетто в озере „Зов озера“ pt. I»        | Shortparis                                  |
| 2022 | «О, как хотела мама „Зов озера“ pt. II»  | Shortparis                                  |
| 2022 | «НОВОЕ НОВОЕ»                            | Shortparis                                  |
| 2023 | «Гроздья гнева»                          | Shortparis                                  |

### Фильмография
| Год  |  | Фильм  | Роль                     | Комментарий                                              |
| ---- |  | ------ | ------------------------ | -------------------------------------------------------- |
| 2018 |  | «Лето» | Музыканты на квартирнике | Исполнение песни All The Young Dudes (David Bowie Cover) |

### МузыкаShortparisв кинофильмах и телесериалах
- 2018 — «Лето» — All the Young Dudes
- 2019 — «ОА» (2 сезон, 4 серия) — Что-то особое во мне[77]
- 2020 — «ВЫСТРЕЛ» (короткометражный фильм) — Страшно
- 2021 — «Капитан Волконогов бежал» — Полюшко-поле
- 2022 — «Жена Чайковского» — О, как небо черно; Шире Волги
- 2023 — «Фишер» — В первый раз[78]
- 2023 — «Чувства Анны» (полноценный саундтрек)[79]
- 2024 — «Лимонов, баллада об Эдичке» (полноценный саундтрек)

### МузыкаShortparisв видеоиграх
- 2017 — «My Name is You» — Requiem, P/W, A Hero, Family’s white silk, White Skin[80]